# Országos Roma Önkormányzat
Az Országos Roma Önkormányzat (röviden ORÖ) országos roma szervezet.

## Tevékenysége

### Híd a munka világába
Ellopott források
Az Emberi Erőforrások Minisztériuma 2016. március 8-ától elállt a Országos Roma Önkormányzattal kötött Híd a munka világába projektről szóló szerződéstől szabálytalanságok gyanúja miatt. Hadházy Ákos szerint a Híd a munka világába projekt forrásainak nagy részét ellopták.
2016-ban az Országos Roma Önkormányzat 1,3 milliárd forint úgynevezett speciális támogatást kapott Magyarország kormányától.
A RomNeten 2017. június 28-án megjelent „Csődöt jelent az ORÖ” című cikke szerint az Országos Roma Önkormányzat közel egymilliárd forintnyi adóssága miatt azonnali csődöt jelentett. A cikk szerint egy független könyvvizsgáló cég 2011-ig visszamenőleg pénzügyi ellenőrzést végzett az Országos Roma Önkormányzatnál, s a 2016-os esztendőre olyan mértékű szabálytalanságokat és adósságokat fedeztek fel, amik működésképtelenné tették a roma szervezetet.

## Elnökök
- 1995–2003: Farkas Flórián (Lungo Drom)
- 2003–2011: Kolompár Orbán (MCF)
- 2011–2014: Farkas Flórián (Lungo Drom)
- 2014–2016: Hegedüs István (Lungo Drom)
- 2016–2019: Balogh János (MCF)
- 2019– : Agócs János (Firosz)